# Barycz (powiat brzozowski)
Barycz – wieś w Polsce położona w województwie podkarpackim, w powiecie brzozowskim, w gminie Domaradz. Leży przy drodze wojewódzkiej nr 884.
| SIMC    | Nazwa         | Rodzajj   |
| ------- | ------------- | --------- |
| 0348364 | Biała Woda    | część wsi |
| 0348370 | Bobrówka      | część wsi |
| 0348387 | Grządzielówka | część wsi |
| 0348393 | Jastrzębówka  | część wsi |
| 0348401 | Kozubówka     | część wsi |
| 0348418 | Kudłówka      | część wsi |
| 0348424 | Miasto        | część wsi |
| 0348430 | Początkówka   | część wsi |
| 0348447 | Ryta Górka    | część wsi |
| 0348453 | Sowówka       | część wsi |
| 0348460 | Stanclówka    | część wsi |
| 0348476 | Stecówka      | część wsi |
| 0348482 | Wolanówka     | część wsi |
| 0348499 | Wójcikówka    | część wsi |

Miejscowość jest siedzibą rzymskokatolickiej parafii św. Józefa.
W Baryczy znajduje się zabytkowy zespół kościelny. W jego skład wchodzą kościół parafialny, dzwonnica kościelna, figura obok kościoła oraz plebania. Kościół w Baryczy pw. św. Józefa wzniesiony został w latach 1907-1909. Poświęcony został w 1910 r., a konsekrowany w 1937 r. Kościół murowany jest z cegły na podmurówce z kamienia, tynkowany.
W latach 1954–1959 wieś należała i była siedzibą władz gromady Barycz, po jej zniesieniu w gromadzie Wesoła. W latach 1975–1998 miejscowość należała administracyjnie do województwa krośnieńskiego.